# Migliabruna
Migliabruna è una frazione del comune di Racconigi, in provincia di Cuneo. Si compone di diverse località sparse, che prendono il nome di Migliabruna Vecchia e Nuova, Streppe e Stramiano.
Distante 5 km in direzione nord dall'abitato, sorge oltre il muro settentrionale del parco del Castello Reale di Racconigi.

## Storia
Il feudo di Migliabruna appare storicamente legato a quello di Racconigi. Nel 1372, Amedeo VI di Savoia infeudò ai Falletti di Pocapaglia Racconigi, Migliabruna e Carpenetta col diritto di godere delle rendite collegate al feudo. Nel 1414 Ludovico di Savoia-Acaia nomina figlio naturale Ludovico di Savoia-Racconigi il territorio di Migliabruna.
Nel 1620 Carlo Emanuele I di Savoia donò al figlio Tommaso Francesco di Savoia il territorio della frazione. Sotto il regno di Carlo Alberto il territorio fu interessato da un profondo lavoro di riorganizzazione delle terre e vennero costruite le Cascine Reali. Nella zona vennero introdotte nuove colture sfruttando le caratteristiche di alta produttività delle terre.
Il territorio di Streppe fu ceduto nel 1260 all'abbazia di Casanova, necessitando Racconigi di fondi per l'edificazione delle mura. Sorse una grangia, la terra venne resa coltivabile. Il luogo godette di ampi privilegi fiscali. Nel 1770 gli abitanti del luogo chiesero, senza ottenerla, l'indipendenza da Racconigi.

## Urbanistica e arte
La frazione si presenta come un nucleo sparso di cascine e cascinali. 
- Migliabruna Nuova e Vecchia presentano una struttura di cascinale a corte chiusa, in stile lombardo, frutto dei progetti dell'architetto di corte Ernesto Melano che curò la loro trasformazione a partire dal 1836. Migliabruna Nuova conserva al proprio interno la chiesa dedicata a Maria Assunta (1838)[2] che nelle forme conserva richiami palladiani. Compongono la località anche alcune cascine sparse.  Esternamente al cascinale sorge un mulino ad acqua che ricorda un piccolo castello neogotico in mattoni a vista con facciata a archi e due torrette laterali.
- Streppe possiede un altro cascinale a corte chiusa al di fuori del quale sorge, ormai in rovina, la Chiesa della Immacolata Concezione, notevole edificio barocco, del 1746. Il nome della località deriva probabilmente dal latino strepetum, perché originariamente territorio incolto e arido, reso fertile e coltivabile in seguito alla cessione del territorio all'abbazia di Casanova.
- Stramiano si trova poco oltre il muro di cinta del parco del Castello di Racconigi. È formata da cascinali sparsi, recentemente restaurati. Sorge in questa località l'Oasi LIPU di Stramiano[3] fondata nel 1984 dall'Associazione Centro Cicogne e Anatidi di Racconigi per iniziativa del sig. Bruno Vaschetti. L'oasi si propone la tutela e la salvaguardia del patrimonio avicolo del territorio ed è attualmente punto di passaggio delle cicogne, alcune delle quali vivono ormai stabilmente nei dintorni della frazione e nidificano sui tetti delle case e chiese di Racconigi.
- A circa due chilometri a sud della frazione, lungo la strada che costeggia il muro di cinta del parco reale, sorge la chiesetta della Madonna di Stramiano, nel luogo in cui, prima dell'ingrandimento del parco, sorgeva l'originaria frazione di Stramiano.

## Economia
Predomina il settore agricolo con coltivazione intensiva di mais, soia, grano e erbe officinali. Recentemente è stata introdotta la coltura del pomodoro destinato alle industrie conserviere. A queste colture si affianca il settore florovivaistico.
L'allevamento è specializzato nel settore suinicolo e bovino.

## Galleria d'immagini

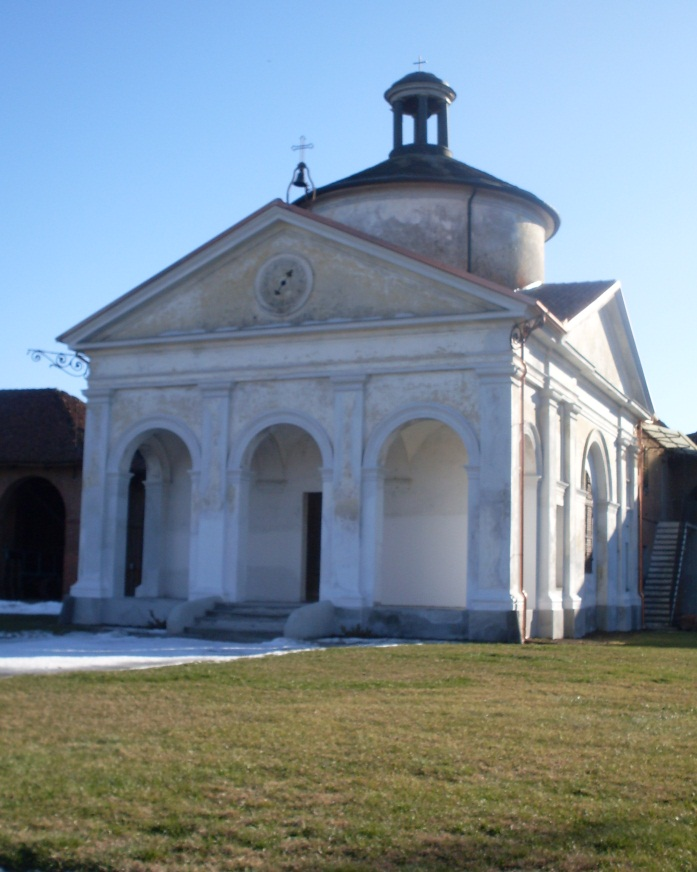
Chiesa di Maria Assunta, Migliabruna Nuova
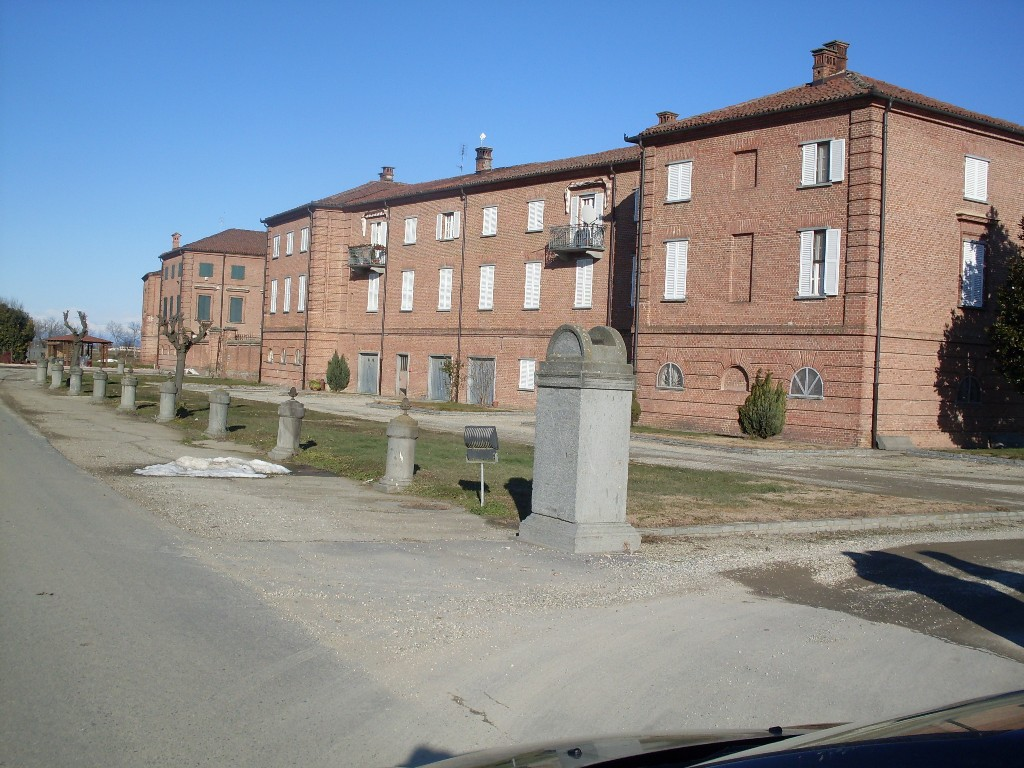
Migliabruna Vecchia
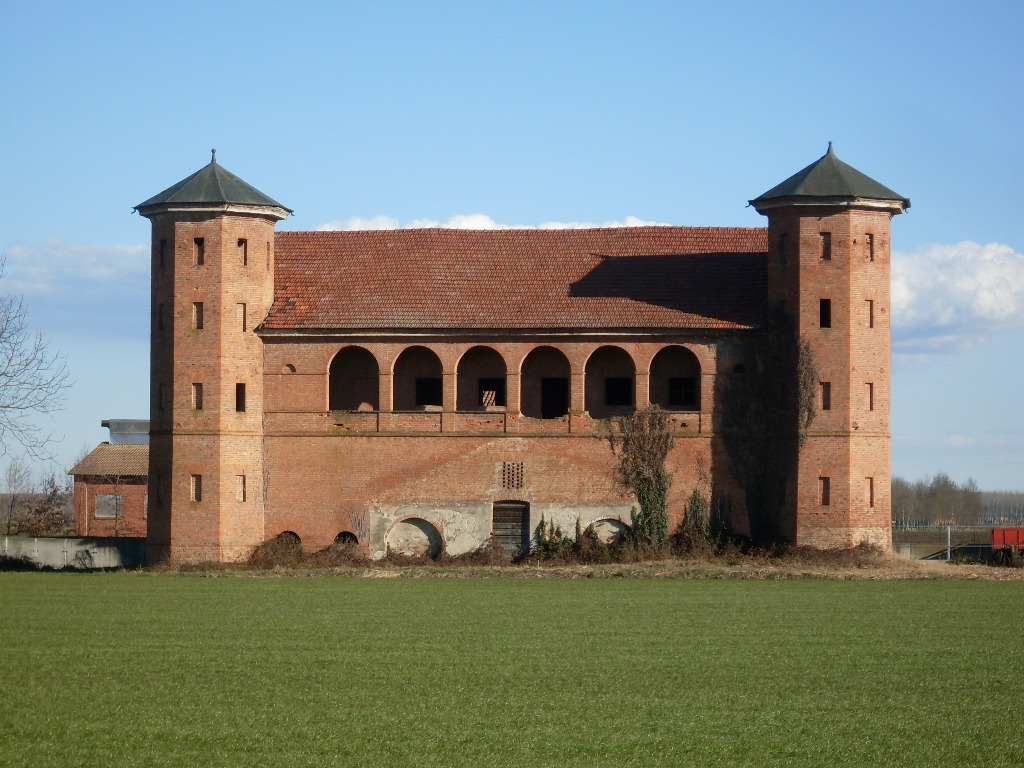
Mulino ad acqua Neogotico